# Wikariat Alenquer
Wikariat Alenquer − jeden z 17 wikariatów Patriarchatu Lizbony, składający się z 22 parafii:
- Parafia Matki Bożej Łaskawej w Abrigada
- Parafia Matki Bożej Radosnej w Aldeia Galega da Merceana
- Parafia św. Marii Magdaleny w Aldeia Gavinha
- Parafia św. Stefana w Alenquer
- Parafia Matki Bożej Wniebowziętej w Alenquer
- Parafia św. Wawrzyńca w Arranhó
- Parafia Matki Bożej Zbawienia w Arruda dos Vinhos
- Parafia św. Grzegorza Wielkiego w Cabanas de Torres
- Parafia Matki Bożej Wniebowziętej w Cadafais
- Parafia św. Michała w Cardosas
- Parafia św. Anny w Carnota
- Parafia Matki Bożej Fatimskiej w Carregado
- Parafia św. Quitéria w Meca
- Parafia Matki Bożej Wcielenia w Olhalvo
- Parafia Ducha Świętego w Ota
- Parafia św. Michała w Palhacana
- Parafia Matki Bożej Miłosierdzia w São Quintino
- Parafia św. Jakuba Apostoła w São Tiago dos Velhos
- Parafia Matki Bożej Oczyszczenia w Sapataria
- Parafia Zbawiciela Świata w Sobral de Monte Agraço
- Parafia Matki Bożej Cnót w Ventosa
- Parafia Matki Bożej Anielskiej w Vila Verde dos Francos